# Dio Brando
Dio Brando (ディオ ブランドー?, Dio Burandō) è il principale antagonista della serie manga e anime Le bizzarre avventure di JoJo, e un personaggio delle sue opere derivate (compresi nelle prime tre stagioni della saga d'animazione). Nato dalla matita e penna di Hirohiko Araki.  

## Creazione e sviluppo
Dio è stato concepito come un personaggio arrogante e desideroso di essere al di sopra di tutti, quasi una divinità; per questo Hirohiko Araki scelse di chiamarlo con il termine italiano per "Dio", anche in riferimento a Ronnie James Dio, mentre il cognome è un riferimento all'attore Marlon Brando. In coppia con Jonathan Joestar, rappresentano i valori assoluti del male e del bene, rispettivamente.

## Storia

### Phantom Blood
Dio Brando nasce nell'Inghilterra di fine XIX secolo, in epoca vittoriana, come figlio di Dario Brando, un malvivente violento e alcolizzato. Alla misteriosa morte del padre fa seguito la sua adozione da parte di George Joestar I, un nobile inglese, che ripaga così un debito d'onore contratto con Dario, che riteneva erroneamente avergli salvato la vita 12 anni prima, in occasione di un incidente, dove invece aveva trovato la morte la moglie (in realtà il lestofante stava cercando di derubare i cadaveri). Ben presto la personalità forte di Dio causa ripetuti guai al figlio più giovane di George, Jonathan Joestar: ancora più avido e sprezzante del padre, Dio è intenzionato a sfinire Jonathan e prendere il suo posto nel cuore di George come figlio prediletto.
In un primo momento Dio sembra riuscire a guadagnare la fiducia del patriarca della famiglia Joestar, specialmente attraverso il suo charme e ripetuti inganni. Jonathan trova la sua unica consolazione in Erina, ma quest'ultima verrà baciata da Dio proprio per fare un dispetto al fratello adottivo. Un furioso Jonathan, scopre l'accaduto e arriva a picchiare selvaggiamente Dio, che capisce che l'unico modo per riuscire nel suo intento è guadagnarsi l'amicizia e la fiducia di Jonathan. Nonostante ciò i suoi piani di impadronirsi dell'eredità dei Joestar viene scoperto da Jonathan, che lo smaschera: Dio aveva non soltanto causato la morte di Dario avvelenandolo, ma era intenzionato a ripetere il gesto contro George stesso.
Ormai alle strette, Dio non vuole arrendersi e per ribaltare la situazione a suo favore decide di non accontentarsi dell'eredità dei Joestar, ma di guadagnare un potere smisurato grazie all'uso di un artefatto magico, la Maschera di Pietra; grazie a ciò si trasforma in un vampiro pressoché inarrestabile, guadagnando dei poteri soprannaturali basati sull'utilizzo di tutto il potenziale del corpo umano. Dio diventa quindi capace di camminare sui muri e rigenerare le proprie ferite più velocemente di quanto il fuoco possa consumare la sua carne; è in grado di comprimere il liquido presente nelle sue cavità orbitali e di spararlo come un proiettile, uccidendo esseri viventi e distruggendo la dura pietra. È inoltre in grado di vaporizzare i fluidi del suo corpo talmente velocemente da ghiacciare qualsiasi cosa al tatto. D'altro canto, queste capacità fanno da contraltare alla necessità di sostenere il suo corpo con energia di matrice negativa; una sufficiente forza vitale - come la luce del sole - avrebbe negato la presenza di tale forza a sostenerlo e disintegrato il suo corpo di non-morto.
Al termine della serie, il corpo di Dio viene distrutto da Jonathan. Si salva solo la sua testa (ancora in vita) che viene raccolta da un suo seguace. Dio decide così di prendere il corpo di Jonathan stesso così lo segue sulla nave dove si era imbarcato per il suo viaggio di nozze. Per impedire il malefico piano di Dio, Jonathan si sacrifica causando l'inabissamento della nave e portando con sé il vampiro sul fondo dell'Oceano Atlantico.

### Stardust Crusaders
All'inizio della terza serie, ambientata 100 anni dopo la prima, è rivelato che il piano di Dio ha funzionato ed egli, preso possesso del corpo di Jonathan Joestar è rimasto in una sorta di letargo sul fondo del mare chiuso in un baule. Un trio di pescatori recupera accidentalmente il baule risvegliando così la sua minaccia. Grazie all'aiuto di Enya Geil e all'artefatto conosciuto come La Freccia, entra in possesso del potente stand The World. Il collegamento psichico che il suo corpo ha con i componenti della famiglia Joestar, fa sì che anche in loro si risvegli lo stesso tipo di potere. Sfortunatamente però, Holly Joestar, figlia di Joseph Joestar e madre di Jotaro Kujo non è abbastanza forte per controllare il suo potere e rischia la morte. Per impedirlo, Jotaro e compagni decidono di raggiungere Dio nella sua residenza al Cairo e ucciderlo.
Dio, dal canto suo, gli oppone tutti i suoi seguaci portatori di Stand attendendoli alla meta. Alcuni, tra cui inizialmente Kakyoin e Polnareff, vengono "convinti" tramite dei "germogli di carne" che Dio impianta nel loro cervello manipolandone la mente; altri rimangono semplicemente affascinati dal suo carisma come N'Doul e Vanilla Ice. Quest'ultimo verrà premiato per la sua fedeltà venendo trasformato in vampiro da Dio. Una volta sconfitti tutti i suoi alleati, Dio affronterà personalmente il gruppo di Jotaro. Ucciderà Kakyoin rivelando il potere del suo stand, The World, in grado di fermare il tempo e ferirà gravemente Joseph. Combattendo contro Jotaro, Dio rimarrà sconvolto di sapere che lo stand del suo avversario, Star Platinum, è simile al suo e Jotaro sta imparando a muoversi nel tempo fermo. Dopo aver preso il sangue di Joseph, Dio aumenterà la durata in cui può tenere fermo il tempo e si convincerà di essere invincibile, ma, dopo un lungo e violento scontro, finirà ucciso da Jotaro che avrà sviluppato anche lui il potere di fermare il tempo. Metà del suo corpo verrà usato per riportare in vita Joseph tramite una trasfusione e poi verrà bruciato dal sole.

### Vento AureoeStone Ocean
Si scopre che ha avuto dei figli tra cui il più famoso è Giorno Giovanna (Stand: Gold Experience), protagonista della quinta serie. Altri suoi figli sono Ungalo (Stand: Bohemian Rhapsody), Rykiel (Stand: Sky High) e Donatello Versus (Stand: Underworld) comparsi come avversari nella sesta serie. Da notare il fatto che, avendo Dio generato questa prole quando aveva il corpo di Jonathan, essi sono a tutti gli effetti dei membri della famiglia Joestar (con tanto di voglia a forma di stella sul collo).
Nella sesta serie, Stone Ocean, si scopre il desiderio di Dio di creare un mondo perfetto per se stesso e alcuni suoi subordinati; diede a Enrico Pucci il compito di essere la sua "coscienza vivente" nel caso che fosse impazzito e avesse abbandonato il progetto. Pucci, dopo essersi fuso con il Bambino Verde (nato da un osso di Dio) è divenuto una sorta di suo discendente biologico.

### Steel Ball Run
In Steel Ball Run, ovvero la settima serie ufficiale del manga ma che di fatto rappresenta una storia a sé stante, compaiono molti personaggi che richiamano i protagonisti della serie principale. In quest'opera fa la sua comparsa Diego Brando (alter ego di Dio Brando) detto Dio, un formidabile fantino di origine inglese che partecipa alla gara (chiamata appunto Steel Ball Run). Anche questo Diego è di umili origini e, dopo l'abbandono da parte del padre Dario, ha vissuto con la madre la quale ha fatto grandi sacrifici pur di riuscire a sfamare il figlio. Dopo averla vista morire di malattia a causa della loro misera condizione, Diego decise di scalare la società grazie alle sue doti ippiche unite a una volontà di emergere senza pari e a mancanza di scrupoli. Iniziò come defaticatore per cavalli (lavorando anche per la famiglia Joestar) fino a diventare un affermato e rispettato fantino professionista. Secondo un aneddoto, ha sposato una ricca signora ottantenne che è poi deceduta lasciandolo unico erede. Johnny Joestar lo ha definito un Predatore. Si metterà quasi subito al soldo del presidente Funny Valentine, al quale chiederà come ricompensa, per il suo aiuto, l'intera isola di Manhattan, tuttavia non esiterà a tradirlo.
Questa versione di Diego muore scontrandosi con Valentine. Tuttavia, quest'ultimo, utilizzando il suo stand D4C in grado di superare le barriere dimensionali, porta nel Mondo Fondamentale un Diego alternativo, anche lui fantino e concorrente della SBR ma portatore di The World. Questo Dio riesce a prevalere sul potere della rotazione infinita di Johnny Joestar e a vincere la gara. Tuttavia, prima che riesca ad impossessarsi della reliquia, Lucy Steel lo uccide utilizzando la testa mozzata del corpo del Diego Brando originale.

### Eyes of Heaven
Il Dio Brando che compare nel gioco Jojo's Bizzarre Adventure: Eyes of Heaven proviene da una dimensione alternativa, in cui ha sconfitto Jotaro e si è evoluto, divenendo la cosa più vicina ad un dio di quanto immaginasse. Tale versione viene scoperta da Funny Valentine per eliminare Johnny Joestar dell'universo Steel Ball Run, tuttavia quando scoprì che la sua realtà era solo una delle tante Dio decise di conquistare l'universo principale e ascendere al suo paradiso personale, sebbene per farlo avrebbe avuto bisogno delle parti della sacra reliquia (apparsa sempre in SBR). Viene alla fine sconfitto da Jotaro grazie a ciò che rimane del corpo del Dio sconfitto in Stardust Crusaders, il quale collide con Dio danneggiandolo e permettendo a Jojo di distruggerlo.

## Personalità
La natura sadica, violenta e intransigente di Dio Brando può parzialmente essere spiegata dalla sua infanzia tormentata nelle mani del padre alcolizzato, che lui stesso ucciderà (nello stesso modo in cui proverà a uccidere il padre di Jonathan). Dio è un vampiro narcisista, avido, spietato, ambizioso, crudele, pericoloso, arrogante, megalomane, assetato di potere, misantropico e di pura malvagità: i suoi obiettivi e desideri lo spingono a compiere qualsiasi gesto, anche i più efferati ed inumani, in una condotta priva di scrupoli e remore, sin da ragazzo. Tuttavia, ha mostrato una certa affezione verso coloro che lo hanno ricambiato di bontà; in particolare, si è mostrato riconoscente nei confronti di Vanilla Ice, riportandolo in vita dopo che questi si era ucciso per dimostrare la sua totale devozione, e affabile verso Enrico Pucci, che a sua volta gli mostrava fedeltà. Inoltre, ha dimostrato riguardo verso la madre, morta di stenti per colpa del padre, Dario, protestando con quest'ultimo quando gli ordinò di vendere l'abito della defunta moglie per comprare del liquore e maledicendolo per averla fatta soffrire. Generalmente Dio Brando è più un egocentrico narcisista, che premia la fedeltà ed il rispetto dei suoi seguaci, sanziona con durezza chiunque si opponga alle sue brame di dominio e tende a sfruttare il prossimo, da lui percepito come inferiore per natura. Egli infatti è convinto di essere un essere superiore destinato a dominare gli umani.
Amante della lettura e della cultura, Dio non è solito attaccare spontaneamente alcuno che non sia suo nemico o ostacolo; più spesso ha tentato di persuadere le persone a lavorare per lui, e solo in caso di diniego ha provveduto a combatterli ferocemente.

## Aspetto fisico

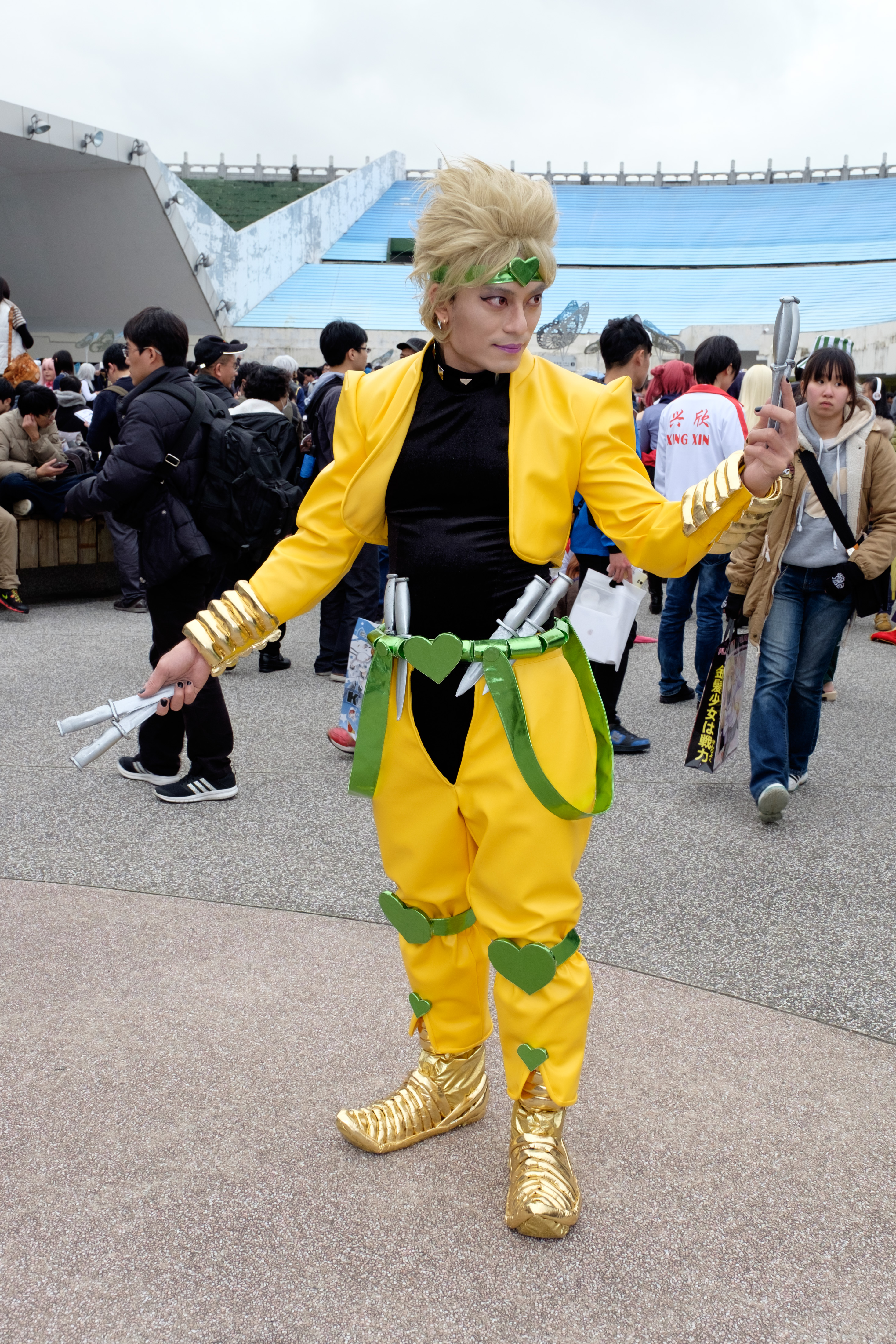
Cosplay di Dio Brando

### Giovinezza
Dio fa la sua comparsa nel primo capitolo. Ha un viso angelico e di grande fascino, e i capelli biondi.

### Forma oscura dal giocoJoJo's Bizarre Adventure
In questa veste Dio non ha il volto visibile, per effetto dell'oscurità che circonda il suo rifugio, mentre i suoi capelli sono bianchi e fluenti. Non porta nulla sul busto, che è quello di Jonathan (sul quale si è inserita la sua testa immortale) e indossa pantaloni verdi, polsiere nere lucide su entrambi i polsi e ginocchiere verdi, con una grande decorazione frontale, a forma di cuore. La sua voce è distorta, e questa sua 'forma' è detta "J'yaku no Kenshin Dio." (Incarnazione Malvagia di Dio)

### Forma Fuku
Il vestiario di Dio, in questa forma, presenta, rispetto alla precedente, l'aggiunta di una canottiera attillata, a collo alto, una giacca a maniche lunghe, che lascia la parte inferiore del busto totalmente scoperta e una bandana che richiama l'aspetto delle ginocchiere, ma con una decorazione centrale ridimensionata. Mostra, inoltre, un volto visibile e una capigliatura bionda, acconciata in un taglio prettamente anni ottanta.

### Forma furiosa
Dio si presenta in questa forma dopo aver succhiato il sangue di Joseph. Rispetto alla Fuku form, ora non indossa la giacca né la bandana. Il suo look è molto più aggressivo e furioso, omicida, lontano dal tocco cool che aveva in precedenza; i suoi capelli sono disordinati, pettinati verso l'alto; richiama l'aspetto di Dio nell'ultima fase della storia del manga.

### Eyes of Heaven
Dio in questo gioco ha la pelle tendente al violaceo, è vestito quasi come un faraone e porta ornamenti dorati con la parola "DIO" che si ripete di continuo. Ha i capelli lunghissimi e sul volto ha un disegno dorato di una stella simile a quello che aveva Enrico Pucci nella sua forma finale.

## Stand
Anche senza le abilità del suo Stand, Dio è un combattente pericolosissimo. Le sue abilità da vampiro sopracitate lo rendono di per sé un avversario temibile. Possiede inoltre dei riflessi decisamente notevoli che gli hanno permesso di respingere l'Emerald Splash di Kakyoin con un semplice dito (l'attacco in questione è abbastanza forte da rompere il metallo). Possiede inoltre un eccellente fattore rigenerante, che gli permette di guarire da ferite altrimenti letali in poco tempo. Nello scontro finale con Jotaro Kujo, quest'ultimo gli aveva letteralmente sbriciolato il cranio. Eppure, dopo un breve lasso di tempo, le sue ferite erano guarite.
Lo stand di Dio Brando nella terza serie del manga è The World (世界?, Za Wārudo) che, così come Star Platinum di Jotaro, è uno stand dotato di incredibile forza fisica, resistenza e riflessi - ma se possibile ancor più veloce e preciso. Cosa più importante, lo stand di Dio è in grado di fermare il tempo per un lasso di tempo non indifferente. All'inizio della serie si vede Dio con uno stand fatto di rovi in grado di scattare una "fotografia" di una visione, un po' come Joseph. Questo molto probabilmente è uno stand nato dal corpo di Jonathan, che Dio usa a suo piacimento. Nella sesta serie dimostra inoltre di saper guarire le ferite di Enrico Pucci, come il Crazy Diamond di Josuke. Questo ha portato alcuni fan a pensare che il vero potere di The World fosse il poter disporre dei poteri stand dei Joestar, sebbene questa teoria non sia mai stata accertata.
Nell'universo alternativo di Steel Ball Run, Diego Brando (alter ego di Dio Brando) inizialmente non è dotato di nessun potere stand. In seguito, dopo essere entrato in possesso dell'occhio sinistro della reliquia, Diego acquisisce l'abilità dello stand Scary Monsters di Ferdinand che era stata usata su di lui. Il potere dello stand di Diego sembra essere maggiore rispetto a quello di Ferdinand, in quanto gli permette di acquisire lui stesso i tratti di un dinosauro, oltre a poter trasformare le altre creature. Il Diego Brando proveniente da un'altra dimensione che compare negli ultimi due volumi della serie è invece portatore dello stand The World, identico a quello già comparso nella terza serie.
In Eyes of Heaven lo stand di Dio si chiama The World Over Heaven, ed è l'evoluzione di quello precedente. Simile a quello precedente salvo i colori bianco e oro, questo Stand ferma il tempo per un periodo illimitato, riscrive completamente la realtà e riporta in vita i morti rubandogli l'anima e soggiogandoli al volere di Dio. Ha tuttavia un campo d'azione ristretto a due metri e gli oggetti possono essere modificati dallo Stand solo se colpiti da esso.

## Altre apparizioni
Dio è un personaggio giocabile del videogioco Jump Super Stars e del suo seguito Jump Ultimate Stars, entrambi disponibili per Nintendo DS. Dio Brando è un personaggio giocabile anche del videogioco crossover Jump Force per PS4 e Xbox One.
Nella serie di videogiochi Touhou è presente un personaggio femminile di nome Sakuya Izayoi che è una parodia di Dio Brando, e le sue tecniche di combattimento si basano appunto sulla capacità di manipolare il tempo e sul lancio di coltelli.